# Виктори Гарденс (Њу Џерзи)
Виктори Гарденс (енгл. Victory Gardens) град је у америчкој савезној држави Њу Џерзи.

## Демографија
По попису из 2010. године број становника је 1.520, што је 26 (-1,7%) становника мање него 2000. године.
| Група             | 2000.       | 2010.       |
| Белци             | 330 (21,3%) | 288 (18,9%) |
| Афроамериканци    | 331 (21,4%) | 247 (16,3%) |
| Азијати           | 84 (5,4%)   | 37 (2,4%)   |
| Хиспаноамериканци | 783 (50,6%) | 957 (63,0%) |
| Укупно            | 1.546       | 1.520       |